# Pelargonium acetosum
Pelargonium acetosum är en näveväxtart som först beskrevs av Carl von Linné, och fick sitt nu gällande namn av L'herit och Soland.. Pelargonium acetosum ingår i släktet pelargoner, och familjen näveväxter. Inga underarter finns listade i Catalogue of Life.